# Биогориво
Биогориво (биологично гориво, екологично гориво или екогориво) се наричат всички видове течни, твърди и газообразни горива, които се произвеждат от биологични суровини.
Те са по-скъпи от т.нар. „изкопаеми горива“ (нефт, газ, въглища), но според някои проучвания могат да помогнат за намаляване на емисиите на парникови газове. От друга страна, според публикувано през октомври 2007 г. изследване на нобеловия лауреат Паул Крутцен, емисиите на диазотен оксид (N2O) при използването на гориво от рапица и царевица допринасят повече за глобалното затопляне от емисиите при използване на изкопаеми горива.

## Суровини
За суровина се използват слънчогледови култури, рапица, захарна тръстика, палмово олио и други. На практика всеки тип органична суровина, богата на въглеводороди и достъпна в големи количества, е пригодна за производството на биогорива – например в Испания се развива проект за използването на портокалови кори за производство.
Най-големи добиви (от 7 до 13 пъти по-големи от тези на захарна тръстика) се получават от използването на водорасли.

## Видове
- Биобутанол
- Биодизел – Суровини за производството на биодизела са рапицата и слънчогледа
- Биоетанол – Произвежда се от захарно цвекло, пшеница и царевица
- Палмово масло
- Газ

## Производство

### По света
Производството на биогорива се намира в начален стадий – формират се демонстративни проекти, независими предприемачи се обединяват с правителствени организации за стартиране. Бизнесът с биогорива има гарантирани пазари занапред, тъй като ЕС има за цел достигането употребата на 10% от горивата за транспорт до 2020 година.
Постановление на правителството на САЩ за Енергийната политика изисква достигане на ниво на потребление на биогорива от 4 милиарда галона през 2006 и 7,5 милиарда от 2012.
Големите нефтени компании като Шел, BP и химически гиганти като DuPont също имат своите демонстративни проекти и се очаква да бъдат много агресивни и бързи в действията си, когато големината на пазарите достигне критичната маса за бизнес от техния мащаб.
Към април 2009 година поради световния недостиг на финансови ресурси след глобалното свиване на финансирането, голяма част от проектите както на големи, така и на малки компании, биват отложени временно или спрени. Другата главна причина е рязкото спадане на цената на нефта и другите въглеводородни суровини, което прави производството на биогорива нерентабилно.

### В България
В България съществуват няколко производителя на биогорива, а други тепърва започват. Лукойл обяви на 20 април 2007, че започва монтирането на допълнителна производствена линия с използването на биосуровини.

### Производство
Съществуват два основни способа за производство на биогориво:
- Трансестерификация – от различните суровини се извличат растителните масла, които са съставени от триглицериди – три естера на дълговерижни карбоксилни киселини (мастни киселини), свързани с една молекула глицерол. Триглицеридите се смесват с алкохол (етилов или метилов) в присъствие на катализираща основа (калиев или натриев хидроксид), при която мастните киселини се свърват с хидроксилната група на алкохола в моноалкилни естери (биодизел), освобождавайки глицерол като остатъчен продукт.
- Микробиогорива – производство чрез микроорганизми: бактерии, цианобактерии и микроводорасли. Производственият процес при тях е типичен за биотехнологични процеси, но добивите им са между 40 и 300 пъти по-високи от тези на конвенционалните биогорива.

## Предимства и недостатъци

### Предимства
- Производството на биогоривата ще допринесе за спадане емисиите на въглероден двуокис и други вредни вещества в атмосферата, допринасящи за глобалното затопляне.
- Производството на биогоривата ще направи страните вносители на нефт (между които и България) по-независими от ОПЕК.
- Производството на биогоривата ще въздейства благоприятно на заетостта в аграрните райони.
- Производството на биогорива от целулозни суровини ще спомогне за залесяването на райони, които са били обезлесени заради използването на аграрни култури.

### Недостатъци
- Според някои изследвания отглеждането на култури, пригодни за производството на биогорива, изтощава почвата и водите.
- Аграрното стопанство е един от най-големите замърсители на атмосферата с азотни съединения, които умножават парниковия ефект.
- Спорен е въпросът за нетния енергиен баланс на технологиите за отглеждане на биокултури – т.е. дали производственият процес поглъща повече енергия, отколкото добива.
- Почти всяко производство на биокултури е субсидирано – т.е. получава се нарушение на пазарното равновесие, от друга страна почти всеки тип земеделство в ЕС и САЩ е субсидирано по един или друг начин.
- Производството на биокултури повдига цената на земеделските култури, които биха били използвани за суровини в хранително-вкусовата промишленост или животновъдството – процес, който води до цялостно поскъпване на храните, предизвиквайки инфлация в икономиката.
- Отглеждането на биокултури ще допринесе за тоталното изсичане на горите – процес, който е вече необратим, например в Бразилия и Индонезия
- Отглеждането на биокултури ще изостри проблема с глада в бедните райони на света.